# Lesbia victoriae
O colibri-rabilongo-grande ou beija-flor-de-longa-cauda-negra (nome científico: Lesbia victoriae) é uma espécie de ave apodiforme pertencente à família dos troquilídeos, que inclui os beija-flores. É uma das duas espécies pertencentes ao gênero Lesbia. Pode ser encontrada em altitudes entre 2500 e 3800 metros, desde a Colômbia até o Peru.

## Descrição
Os machos possuem entre 21 e 24 centímetros de comprimento, incluindo a cauda. A plumagem é de coloração verde, as penas da cauda, que tem em torno de 16,5 centímetros de comprimento, são longas e pretas, com manchas iridescentes no peito e na garganta. Enquanto isso, as fêmeas possuem de 13,5 a 14,5 centímetros. Se diferenciam dos machos pela cauda mais curta, com 8,5 centímetros, e a plumagem branca com manchas verdes na região ventral. Em comparação com Lesbia nuna, possuem o bico mais curvado e mais longo e, nos machos, a cauda mais longa.
Lesbia victoriae victoriae é a maior subespécie do gênero Lesbia, possuindo uma envergadura de 59,9 milímetros.

### Subespécies
São reconhecidas três subespécies:
- Lesbia victoriae Bourcier & Mulsant, 1846, beija-flor-de-longa-cauda-negra — pode ser encontrado entre a Venezuela setentrional e seu extremo-sul, Equador e centro-sul colombiano
  - Lesbia victoriae victoriae (Bourcier & Mulsant, 1846) — pode ser encontrado nos Andes do departamento de Nariño, e no Equador
  - Lesbia victoriae juliae (Hartert, 1899) — pode ser encontrado nos Andes do norte e centro do Peru
  - Lesbia victoriae berlepschi (Hellmayr, 1915) — pode ser encontrado nos Andes do sudeste do Peru

## Distribuição e habitat
O colibri-rabilongo-grande se encontra distribuído nas regiões do norte e central da cordilheira dos Andes, na Colômbia, Equador e Peru, em altitudes que variam entre 2500 e 3800 metros acima do nível do mar.
Três subespécies são reconhecidas. Lesbia victoriae victoriae é a subespécie mais setentrional, ocorrendo desde os Andes centrais da Colômbia até o sul do Equador. L. v. juliae se distribui no centro de distribuição da espécie, do sul do Equador ao norte do Peru. L. v. berlepschi é a subespécie mais ao sul, ocorrendo de Huánuco a Cusco, no Peru. Antes, as populações equatorianas de L. v. victoriae às vezes eram tratadas como uma quarta subespécie, L. v. aequatorialis, mas não são suficientemente diferentes das aves colombianas para justificar o tratamento como uma subespécie separada.
Possui preferência por áreas semiabertas em vez de florestas fechadas, razão pela qual apresenta capacidade de se adaptar a ecossistemas urbanos como parques e jardins.

## Comportamento

### Alimentação
De hábitos generalistas, forrageia flores de diferentes tamanhos e espécies, inclusive bebedouros dentro de seu consumo de néctar. A maioria das flores visitadas encontra-se em áreas próximas ao solo. Por outro lado, sabe-se que pequenos artrópodes voadores fazem importante parte da dieta do beija-flor e que é maior nas espécies de altitudes mais elevadas.

### Reprodução
O cortejo dos machos de L. victoriae consiste em voar alto e exibir sua cauda, depois voar de volta para baixo em alta velocidade e fazer um ruído com a cauda. Uma vez que o cortejo termina, o casal acasala e constrói um ninho em um arbusto. Também tendem a usar fibras sintéticas quando disponíveis.
O macho e a fêmea podem ser encontrados juntos cuidando do ninho, colocados nos galhos de vegetações arbustivas. Eles mostram um comportamento tímido quando há potenciais ameaças nas proximidades, comportamento mais perceptível nas fêmeas.

## Estado de conservação
Devida à sua extensa área de distribuição e a estabilidade de suas populações, foi classificada na Lista Vermelha da IUCN como uma espécie "pouco preocupante". Por sua preferência a habitats abertos, possui grande capacidade de adaptação em áreas rurais e urbanas.